# Donatan
Donatan, vlastním jménem Witold Marek Czamara (* 2. září 1984 Krakov) je polský hudebník, hudební producent a zvukový inženýr. Spolu s Tomaszem Kucharským (Tekou) vytvořil producentské duo RafPak.

## Kariéra
Donatan je polsko-ruského původu, jeho otec je Polák a matka Ruska. Sedm let žil v malém Taganrogu v Rostovské oblasti. Od roku 2004 je ženatý.

### 2002–2013: Brudne południe
Hudební produkcí se zabývá od roku 2002. V roce 2007 debutoval s deskou Brudne południe. Dalšími deskami byly 2cztery7, Gurala a Mesa. Později pracoval s takovými interprety, jako byli PIH, Pyskaty, Chada, WdoWa, Pezet, Małolat, Paluch, Sheller, Massey, Waldemar Kasta či Onar
V roce 2012 se umístil na 10. místě v žebříčku 20 nejlepších polských hip-hopových producentů dle časopisu Machina.

### 2014: Eurovision Song Contest
V roce 2014 reprezentoval spolu se zpěvačkou Cleo Polsko na Eurovision Song Contest 2014 s písní „My Słowianie”, která se konala v Kodani. Dne 8. května vystoupili během semifinále a z 8. místa se kvalifikovali do finále, které se konalo v sobotu 10. května. Ve finále se umístili na 14. místě s 62 body. Je producentem studiového alba Hiper/Chimera zpěvačky Cleo.

### Kritika
Komentátoři hip-hopového portálu GlamRap.pl Kaaban, publicisté „Gazety Polskiej” (Piotr Lisiewicz, Wojciech Mucha, Samuel Pereira) a publicista dvouměsíčníku „Polonia Christiana” Eugeniusz Kosiński na základě jeho práce a prohlášení poukázali na to, že propaguje Rudou armádu a podporuje panslavismus, pohanství, satanismus a komunistické symboly – srp a kladivo.

## Diskografie

### Produkovaná alba
| Rok  | Detaily o albu                                                                                                 | Nejvyšší umístění | Certifikace         | Prodejnost     |
| Rok  | Detaily o albu                                                                                                 | POL               | Certifikace         | Prodejnost     |
| ---- | --- | ----------------- | ------------------- | -------------- |
| 2012 | Równonoc. Słowiańska dusza - Vydáno: 26. říjen 2012 - Vydavatel: Urban Rec - Formát: CD, digitální stažení     | 1                 | - POL: diamantová   | - POL: 75 000+ |
| 2014 | Hiper/Chimera (spolu s Cleo) - Vydáno: 7. listopad 2014 - Vydavatel: Urban Rec - Formát: CD, digitální stažení | 1                 | - POL: 2× platinová | - POL: 60 000+ |

### Singly
| Rok  | Název                                       | Nejvyšší umístění | Nejvyšší umístění | Nejvyšší umístění | Album                      |
| Rok  | Název                                       | POL               | POL (nowości)     | POL (TV)          | Album                      |
| ---- | ------------------------------------------- | ----------------- | ----------------- | ----------------- | -------------------------- |
| 2012 | „Nie lubimy robić” (& Borixon, Kajman)      | –                 | 1                 | –                 | Równonoc. Słowiańska dusza |
| 2012 | „Niespokojna dusza” (& Chada, Słoń, Sobota) | –                 | –                 | –                 | Równonoc. Słowiańska dusza |
| 2012 | „Z dziada-pradziada” (& Trzeci Wymiar)      | –                 | –                 | –                 | Równonoc. Słowiańska dusza |
| 2012 | „Z samym sobą” (& Sokół)                    | –                 | –                 | –                 | Równonoc. Słowiańska dusza |
| 2013 | „Nie lubimy robić”                          | –                 | –                 | –                 | –                          |
| 2013 | „My Słowianie” (spolu s Cleo)               | 2                 | 2                 | 1                 | Hiper/Chimera              |
| 2014 | „Slavic Girls” (spolu s Cleo)               | –                 | –                 | –                 | –                          |
| 2014 | „Cicha woda” (spolu s Cleo, & Sitek)        | 11                | 1                 | –                 | Hiper/Chimera              |
| 2014 | „My Słowianie Remixes” (spolu s Cleo)       | –                 | –                 | –                 | –                          |
| 2014 | „Slavic Girls Remixes” (spolu s Cleo)       | –                 | –                 | –                 | –                          |
| 2014 | „Slavica” (spolu s Cleo)                    | –                 | –                 | –                 | Hiper/Chimera              |
| 2014 | „Ten czas” (spolu s Cleo, & Kamil Bednarek) | –                 | –                 | –                 | Hiper/Chimera              |
| 2014 | „Brać” (spolu s Cleo, & Enej)               | –                 | 1                 | –                 | Hiper/Chimera              |
| 2014 | „Sztorm” (spolu s Cleo)                     | –                 | –                 | –                 | Hiper/Chimera              |

### Kompilace s různými umělci
| Rok  | Název                                                                               | Dílo                               |
| ---- | ----------------------------------------------------------------------------------- | ---------------------------------- |
| 2006 | SummerJam 2006 Allstars - Vydáno: 15. července 2006 - Vydavatel: Dirty Hustlaz inc. | - Donatan, Czamarka – „Biznesplan” |

### Videoklipy
| Rok  | Název                                                              | Režisér/Realizace                                 | Album                      |
| ---- | ------------------------------------------------------------------ | ------------------------------------------------- | -------------------------- |
| 2012 | „Z dziada-pradziada” (& Trzeci Wymiar)                             | Piotr Tutka                                       | Równonoc. Słowiańska dusza |
| 2012 | „Niespokojna dusza” (& Chada, Słoń, Sobota)                        | Piotr Tutka                                       | Równonoc. Słowiańska dusza |
| 2012 | „Nie lubimy robić” (& Borixon, Kajman)                             | Piotr Smoleński, Piotr Tutka                      | Równonoc. Słowiańska dusza |
| 2012 | „Słowiańska krew” (& DonGuralesko, Kaczor, Shellerini, Rafi, Ry23) | Piotr Smoleński                                   | Równonoc. Słowiańska dusza |
| 2012 | „Z samym sobą” (& Sokół)                                           | Piotr Smoleński                                   | Równonoc. Słowiańska dusza |
| 2012 | „Budź się” (& DonGuralesko, Pezet, Pih)                            | Piotr Smoleński                                   | Równonoc. Słowiańska dusza |
| 2012 | „Szukaj jej tu” (& Paluch)                                         | UrbanCity, SSG                                    | Równonoc. Słowiańska dusza |
| 2012 | „Noc Kupały” (& Tede)                                              | Piotr Smoleński                                   | Równonoc. Słowiańska dusza |
| 2013 | „Nie lubimy robić” (101 Decybeli Remix; & Borixon, Kajman)         | Dariusz Szermanowicz, Łukasz Tunikowski, Grupa 13 | –                          |
| 2013 | „My Słowianie” (Cleo)                                              | Piotr Smoleński                                   | Hiper/Chimera              |
| 2014 | „Cicha woda” (spolu s Cleo, & Sitek)                               | Piotr Smoleński                                   | Hiper/Chimera              |
| 2014 | „Slavica” (Cleo)                                                   | Piotr Smoleński                                   | Hiper/Chimera              |
| 2014 | „Brać” (spolu s Cleo, & Enej)                                      | Piotr Smoleński                                   | Hiper/Chimera              |
| 2014 | „Sztorm” (Cleo)                                                    | Piotr Smoleński                                   | Hiper/Chimera              |

## Nominace a ocenění
| Rok  | Kategorie                                               | Soutěž                                 | Výsledek  |
| ---- | ------------------------------------------------------- | -------------------------------------- | --------- |
| 2013 | SuperArtysta                                            | SuperJedynki                           | nominace  |
| 2013 | Nejlepší album (Równonoc. Słowiańska dusza)             | Eska Music Awards                      | nominace  |
| 2013 | Eska TV Award – nejlepší videoklip („Nie lubimy robić”) | Eska Music Awards                      | nominace  |
| 2013 | Koncert TOP                                             | TOPtrendy                              | 7. místo  |
| 2013 | Nejlepší polský umělec                                  | MTV Europe Music Awards                | nominace  |
| 2014 | Videoklip roku („My Słowianie”)                         | Plebiscyt Onet.pl                      | vítězství |
| 2014 | Umělec roku                                             | Plebiscyt Onet.pl                      | 5. místo  |
| 2014 | Největší hit roku („My Słowianie”)                      | TOPtrendy                              | nominace  |
| 2014 | Cena rozhlasových posluchačů RMF MAXXX („My Słowianie”) | TOPtrendy                              | vítězství |
| 2014 | SuperGwiazda w sieci                                    | SuperJedynki                           | vítězství |
| 2014 | Duetový hit roku                                        | Lato ZET i Dwójki (Festiwal „Na Fali”) | vítězství |
| 2014 | Najlepszy hit („My Słowianie”)                          | Eska Music Awards                      | vítězství |
| 2014 | Eska TV Award – nejlepší videoklip („My Słowianie”)     | Eska Music Awards                      | nominace  |
| 2014 | Eska TV Award – nejlepší videoklip („Cicha woda”)       | Eska Music Awards                      | nominace  |
| 2014 | eskaGO Award – najlepszy artysta w sieci                | Eska Music Awards                      | vítězství |